# Tzvi Marx
Tzvi Claude René Marx (* 7. Januar 1942 in Montpellier) ist ein amerikanischer Rabbiner. 

## Leben
Die Eltern von Tzvi Marx stammen aus Luxemburg. Sie flüchteten in das unbesetzte Frankreich des Vichy-Regimes, wo Tzvi Marx am 7. Januar 1942 in Montpellier zur Welt kam. Später floh die Familie in die Schweiz. Im Jahr 1948 reiste die Familie nach New York City aus. Marx ist Amerikaner, hält sich aber seit 1996 in den Niederlanden auf, wo er Talmud-Unterricht am Levisson Instituut für angehende Rabbiner gibt.
Tzvi C. Marx absolvierte 1971 ein Studium an der Yeshiva University und wurde 1993 als Ph.D. an der katholischen Universität Utrecht promoviert. Er wurde Direktor für Bildungsfragen  am Shalom Hartman Institute in Jerusalem. Später wurde er Direktor am Folkertsma Institut für Talmud und Jüdische Studien in Hilversum. Er hielt Vorlesungen an der  
Radboud-Universität Nijmegen und am Windesheim College in Utrecht. Er ist Mitherausgeber der Zeitschrift Tenachon.